# 橋田ドラマ 見合い結婚
『橋田ドラマ 見合い結婚』（はしだドラマ みあいけっこん）は、1980年7月23日から同年8月27日までTBS系列局の『水曜劇場』で放映されていたTBS製作のテレビドラマである。全6話。放映時間は毎週水曜 21:00 - 21:54 （日本標準時）。

## 出演
- 加納貴子：渡辺美佐子
- 加納節子：坂口良子
- 花川清之：北村和夫
- 花川由紀：佐藤オリエ
- 山根吾郎：小倉一郎
- 大井きく子：東啓子
- 斉藤弘子：神保なおみ
- ユカ：梶原まゆみ
- 野上達也：大和田獏
- 野上綾子：津島恵子
- 野上いね：宝生あやこ
- 野上つる：沢村貞子

## スタッフ
- 原作：橋田壽賀子（出版「見合い結婚」主婦の友社
- タイトル音楽・作曲・演奏：ピエール・デュトウール「ディスカウボーイ」
- 音楽：東京ビー・ジー・エム
- 技術：倉谷祐次
- 映像：松岡良治
- カラー調整：石垣強
- 照明：海老原靖人
- 音声：石川豊
- 音響効果：平田研吉
- 美術制作：八旗真人
- 美術デザイン：坂上建司
- 大道具：明治製作所
- 小道具：テレフィット
- 持道具：京阪商会
- 衣裳：京都衣裳
- 化粧：アートメイク・トキ
- 衣装協力：三松、ミカレディ、CTHISLA、ハナムラ
- タイトルバック振付：名倉加代子
- 制作協力：東通
- プロデューサー：岩崎嘉一、秋山征夫
- 脚本：橋田壽賀子
- 演出：鈴木利正
- 製作著作：TBS

| TBS系列 水曜劇場 | TBS系列 水曜劇場      | TBS系列 水曜劇場 |
| 前番組           | 番組名                | 次番組           |
| ---------------- | --------------------- | ---------------- |
| なぜか初恋・南風 | 橋田ドラマ 見合い結婚 | しあわせ戦争     |